# نفس گرم
نفس گرم نام مجموعه تلویزیونی به کارگردانی محمدمهدی عسگرپور و ساخته سال ۱۳۹۴ است. این سریال محصول شبکه اول سیما است و فیلمنامه آن به قلم حسین تراب نژاد و طلا معتضدی نوشته شده‌است. موسیقی این مجموعه ساخته کارن همایونفر و خواننده تیتراژ آن علی زند وکیلی است. این سریال در ۳۵ قسمت ۴۵ دقیقه ای در پائیز ۱۳۹۴ به روی آنتن رفت.

## داستان
این سریال یک ملودرام اجتماعی است و داستان آن دربارهٔ زنی بنام «ملیحه» است با اعتقادات بالای مذهبی، در مسیر داستانی سریال اتفاقاتی برای او رخ می‌دهد که به نوعی مسیر زندگی و اعتقادی اش را تحت‌الشعاع قرار می‌دهد. بنا به گفته کارگردان سریال در طرح اولیه نقش اول داستان یک مرد بوده که بعدها دچار تغییر شده‌است.

## بازیگران
- حامد کمیلی در نقش اسماعیل مختاریان / نداف
- مرجانه گلچین در نقش ملیحه مختاریان / نداف
- محمود پاک‌نیت در نقش آقا مرتضی نداف
- رؤیا تیموریان در نقش مونس نداف
- سیما تیرانداز در نقش ناهید کرمی
- نیلوفر خوش‌خلق در نقش فروغ
- لیندا کیانی در نقش ترانه وثوق
- کامران ملکی
- فلور نظری در نقش مادر ترانه
- رحیم نوروزی در نقش بهرام ابوالحسنی
- محمد عمرانی در نقش ناصر مقصودی
- رامین راستاد در نقش کرم
- سید مهرداد ضیایی در نقش سیامک
- مریم بوبانی در نقش مادربزرگ ناهید
- علی‌اصغر رضایی در نقش پزشک
- تارا شفایی در نقش سارا
- آرش تاج
- رویا یوسفی